# Morti nel 1989/Gennaio
| Questa pagina contiene informazioni ricavate automaticamente dalle voci biografiche con l'ausilio del template Bio e di un bot. L'aggiornamento è periodico e automatico e ricostruisce completamente la pagina. Se manca una persona in questa lista, sei pregato di non aggiungerla, ma accertati piuttosto che la sua voce biografica contenga il template Bio e che i dati anagrafici siano correttamente compilati. Se il template Bio manca, inseriscilo tu stesso o, in alternativa, metti l'avviso {{tmp\|Bio}} che ne segnala la mancanza. Se i dati riportati sono sbagliati, correggi direttamente la voce biografica; le modifiche saranno visibili in questa lista entro pochi giorni. Per chiarimenti vedi il progetto biografie. La lista contiene solo le 102 persone che sono citate nell'enciclopedia e per le quali è stato implementato correttamente il template Bio. Pagina aggiornata al 3 mar 2024. |

- 1º gennaio - Adol'f Solomonovič Bergunker, regista cinematografico sovietico (n. 1906)
- 1º gennaio - Bruna Moretti, disegnatrice, illustratrice e pittrice italiana (n. 1904)
- 2 gennaio - Pier Niccolò Berardi, architetto italiano (n. 1904)
- 2 gennaio - Francesco Pocchiari, chimico e farmacologo italiano (n. 1924)
- 2 gennaio - Dante Troisi, scrittore e magistrato italiano (n. 1920)
- 3 gennaio - Robert Banks, chimico statunitense (n. 1921)
- 3 gennaio - Sergej L'vovič Sobolev, matematico sovietico (n. 1908)
- 3 gennaio - Domenico Tiberia, pugile italiano (n. 1938)
- 3 gennaio - Jean Willes, attrice statunitense (n. 1923)
- 4 gennaio - Pino Calvi, pianista, direttore d'orchestra e compositore italiano (n. 1930)
- 4 gennaio - Enzo Modica, politico e giornalista italiano (n. 1923)
- 4 gennaio - Don Ruter Nanayakkara, attore singalese (n. 1915)
- 5 gennaio - Vincenzo Cicerone, politico italiano (n. 1919)
- 5 gennaio - Carlo Porro, politico italiano (n. 1908)
- 6 gennaio - Jim Hurtubise, pilota automobilistico statunitense (n. 1932)
- 6 gennaio - Edmund Leach, antropologo britannico (n. 1910)
- 6 gennaio - Giuseppe Tontodonati, poeta italiano (n. 1917)
- 6 gennaio - Hans von Campenhausen, teologo tedesco (n. 1903)
- 7 gennaio - Hirohito, imperatore giapponese (n. 1901)
- 7 gennaio - John Frank Adams, matematico inglese (n. 1930)
- 7 gennaio - William McDonald, vescovo cattolico irlandese (n. 1904)
- 7 gennaio - Ugo Pignotti, schermidore italiano (n. 1898)
- 7 gennaio - Timothy Plowman, botanico statunitense (n. 1944)
- 8 gennaio - Johnny Jordaan, cantante olandese (n. 1924)
- 8 gennaio - Kenneth McMillan, attore statunitense (n. 1932)
- 8 gennaio - Frank Sullivan, hockeista su ghiaccio canadese (n. 1898)
- 9 gennaio - Cristina Amadei, cantante italiana (n. 1942)
- 9 gennaio - Marshall Stone, matematico statunitense (n. 1903)
- 9 gennaio - Bill Terry, giocatore di baseball e allenatore di baseball statunitense (n. 1898)
- 10 gennaio - Chris Avram, attore rumeno (n. 1931)
- 10 gennaio - Karl Geiringer, musicologo, biografo e docente austriaco (n. 1899)
- 10 gennaio - Valentin Petrovič Gluško, ingegnere aeronautico e politico sovietico (n. 1908)
- 10 gennaio - Peder Puck, calciatore norvegese (n. 1892)
- 10 gennaio - Jole Veneziani, stilista italiana (n. 1901)
- 11 gennaio - José Luis Bustamante y Rivero, politico peruviano (n. 1894)
- 11 gennaio - Peter Nichols, giornalista e scrittore britannico (n. 1928)
- 11 gennaio - Carlo Scarpato, calciatore e allenatore di calcio italiano (n. 1918)
- 11 gennaio - Jackie Wright, attore britannico (n. 1904)
- 12 gennaio - Adil Candemir, lottatore turco (n. 1917)
- 12 gennaio - Franco Fanigliulo, cantautore italiano (n. 1944)
- 13 gennaio - Sterling Brown, scrittore, poeta e critico letterario statunitense (n. 1901)
- 13 gennaio - Chuck Hornbostel, mezzofondista statunitense (n. 1911)
- 13 gennaio - José María Peña, allenatore di calcio e calciatore spagnolo (n. 1895)
- 13 gennaio - Carlo Ravizzoli, calciatore italiano (n. 1914)
- 13 gennaio - Joe Spinell, attore statunitense (n. 1936)
- 15 gennaio - Madeline e Marion Fairbanks, attrice statunitense (n. 1900)
- 15 gennaio - Helen Logan, sceneggiatrice statunitense (n. 1906)
- 16 gennaio - Mario Marino Guadalupi, politico italiano (n. 1918)
- 16 gennaio - Felice Salivetto, politico italiano (n. 1916)
- 16 gennaio - Morbello Vergari, poeta e scrittore italiano (n. 1920)
- 17 gennaio - Georges Schehadé, scrittore, poeta e drammaturgo libanese (n. 1905)
- 17 gennaio - Alfredo Zitarrosa, cantante, compositore e poeta uruguaiano (n. 1936)
- 18 gennaio - Nils Axelsson, calciatore svedese (n. 1906)
- 18 gennaio - Bruce Chatwin, scrittore e viaggiatore britannico (n. 1940)
- 18 gennaio - Jia Zhijun, cestista cinese
- 18 gennaio - Arrigo Pacchi, storico della filosofia italiano (n. 1933)
- 19 gennaio - Zbigniew Resich, politico, magistrato e cestista polacco (n. 1915)
- 19 gennaio - Norma Varden, attrice britannica (n. 1898)
- 19 gennaio - Octavio Vial, allenatore di calcio e calciatore messicano (n. 1918)
- 20 gennaio - Józef Cyrankiewicz, politico polacco (n. 1911)
- 20 gennaio - Beatrice Lillie, attrice canadese (n. 1894)
- 20 gennaio - Vincenzo Rossello, ciclista su strada italiano (n. 1923)
- 21 gennaio - Chris Greenham, effettista statunitense (n. 1923)
- 21 gennaio - Mahmoud Namdjou, sollevatore iraniano (n. 1918)
- 21 gennaio - Billy Tipton, compositore e musicista statunitense (n. 1914)
- 22 gennaio - Sergio Bonfantini, pittore italiano (n. 1910)
- 22 gennaio - Sydney Goldstein, matematico britannico (n. 1903)
- 22 gennaio - Sándor Weöres, traduttore e scrittore ungherese (n. 1913)
- 23 gennaio - Salvador Dalí, pittore, scultore e scrittore spagnolo (n. 1904)
- 23 gennaio - Emil Kijewski, ciclista su strada tedesco (n. 1911)
- 23 gennaio - Lars-Erik Torph, pilota di rally svedese (n. 1961)
- 24 gennaio - Ted Bundy, serial killer statunitense (n. 1946)
- 24 gennaio - Mike Bytzura, cestista statunitense (n. 1922)
- 24 gennaio - Roberto Figueroa, calciatore uruguaiano (n. 1904)
- 24 gennaio - William Salomone, storico italiano (n. 1915)
- 24 gennaio - Siegfried Wischnewski, attore tedesco (n. 1922)
- 25 gennaio - Bertil Berg, pallanuotista svedese (n. 1910)
- 25 gennaio - Giacomo Cornolti, calciatore e organaro italiano (n. 1900)
- 25 gennaio - Filippo De Gara, attore italiano (n. 1928)
- 25 gennaio - Willibald Kreß, allenatore di calcio e calciatore tedesco (n. 1906)
- 26 gennaio - William Forrest, attore statunitense (n. 1902)
- 26 gennaio - Diana Pizzavini, ginnasta italiana (n. 1911)
- 26 gennaio - George Schroth, pallanuotista statunitense (n. 1899)
- 26 gennaio - Sava Sekulić, pittore serbo (n. 1902)
- 27 gennaio - Mario Biagioni, politico italiano (n. 1931)
- 27 gennaio - Thomas Sopwith, aviatore, progettista e imprenditore britannico (n. 1888)
- 28 gennaio - Halina Konopacka, discobola polacca (n. 1900)
- 28 gennaio - László Papp, lottatore ungherese (n. 1905)
- 28 gennaio - Olli Puhakka, militare e aviatore finlandese (n. 1916)
- 28 gennaio - Lobsang Trinley Lhündrub Chökyi Gyaltsen, monaco buddhista tibetano (n. 1938)
- 28 gennaio - Salvatore Vinci, militare italiano (n. 1952)
- 28 gennaio - Yoshimaro Yamashina, ornitologo giapponese (n. 1900)
- 29 gennaio - Federico Cantú Garza, pittore messicano (n. 1907)
- 29 gennaio - Morton DaCosta, regista, sceneggiatore e attore statunitense (n. 1914)
- 29 gennaio - Louis Fonteneau, dirigente sportivo francese (n. 1907)
- 29 gennaio - Otello Guidi,  italiano (n. 1907)
- 29 gennaio - Franz Riegler, calciatore austriaco (n. 1915)
- 30 gennaio - Alfonso di Borbone Dampierre, nobile spagnolo (n. 1936)
- 30 gennaio - Jack George, cestista e giocatore di baseball statunitense (n. 1928)
- 30 gennaio - Dario Maraschin, imprenditore e dirigente sportivo italiano (n. 1927)
- 31 gennaio - Yasushi Akutagawa, compositore e direttore d'orchestra giapponese (n. 1925)
- 31 gennaio - Osborne Anderson, hockeista su ghiaccio statunitense (n. 1908)